# Potalia
Genre
Classification APG III (2009)
Synonymes
- Nicandra Schreb.[1]

Potalia est un genre d'arbuste néotropical, appartenant à la famille des Gentianaceae (anciennement Loganiaceae). Le genre Potalia compte 9 espèces. L'espèce type est Potalia amara Aubl..
Ce genre a fait l'objet d'une révision taxonomique en 2004.

## Liste d'espèces
Selon World Flora Online (WFO) (27 décembre 2021) :
- Potalia amara Aubl.
- Potalia chocoensis Struwe & V.A. Albert
- Potalia coronata Struwe & V.A. Albert
- Potalia crassa Struwe & V.A. Albert
- Potalia elegans Struwe & V.A.Albert
- Potalia maguireorum Struwe & V.A.Albert
- Potalia resinifera Mart.
- Potalia turbinata Struwe & V.A. Albert
- Potalia yanamonoensis Struwe & V.A. Albert

## Diagnose

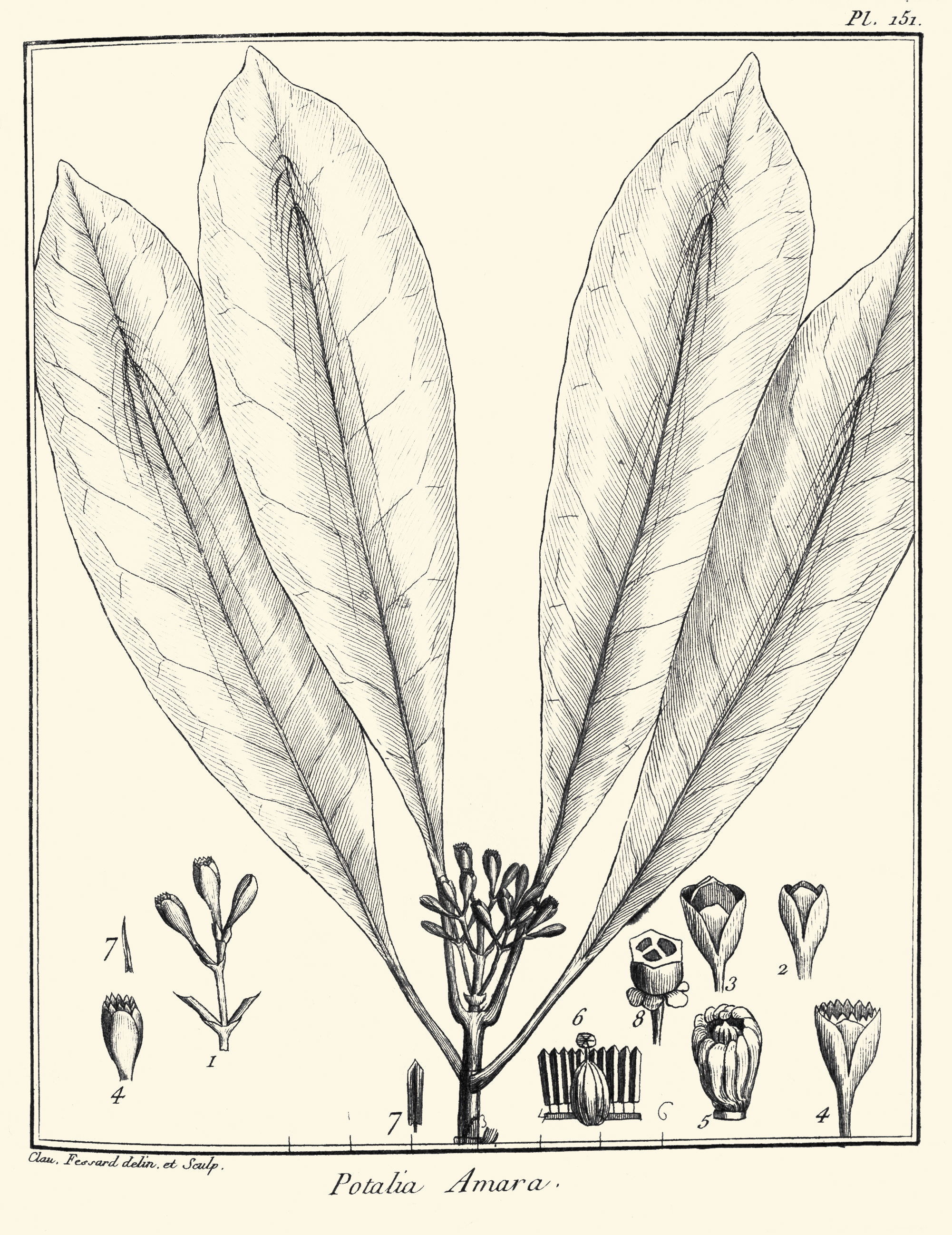
Potalia amara : Planche 151 accompagnant la description du genre Potalia par Aublet (1775)
1. Bouton de fleur. - 2. Bouton de fleur garni de trois écailles. - 3. Calice. - 4. Fleur épanouie. - 5. Corolle. Diſque. Étamines. - 6. Étamines. Ovaire. Style. Stigmate. - 7. Étamines ſéparées. - 8. Ovaire coupe en travers.

En 1775, le botaniste Aublet propose la diagnose suivante : 
« POTALIA. (Tabula 151.)
CAL. Perianthium monophyllum, turbinatum, craſſum, quadripartitum ; laciniis latis, coneavis, obtuſis, duabus oppoſitis, externis, & duabus internis. 
COR. monopetala, decem-fida, lobis oblongis, anguſtis, rigidis, apice incurvis, tubus breviſſimus, receptaculo piſtilli inſertus. 
STAM. Filamenta decem, breviſſima, baſi in membranâ coalita, receptaculo inferta. Antheræ oblongæ, acutæ, tetragonæ, biloculares. 
PIST. Germen ovatum. Stylus brevis. Stigma peltatum, ſtriatum. 
PER. Capsula ſubcarnoſa, ſubrotunda, apice compreſlb, trilocularis. 

SEM. plurima, minima, angulata. »
— Fusée-Aublet, 1775.